# Ганос
Ганос (Ган, тур. Ganos Dağları), также Ишиклар (Işıklar Dağı) и Текирда́г (Tekir Dağları) — горный хребет, который тянется вдоль северного берега Мраморного моря в иле Текирдаг в европейской части Турции, во Фракии, с юго-запада на северо-восток, от Шаркёй и Мюрефте до Учмакдере. Высочайшая вершина — гора Бекирдеде (Bekirdede) или Учмакбаши (Uçmakbaşı) высотой 921 м над уровнем моря (по другим данным 945 м).
Является популярным местом для активного природного туризма, такого как парапланеризм (Учмакдере), гонки по бездорожью и походы.
Сформирован Северо-Анатолийским разломом.

## История
У южного подножья хребта находится село Газикёй, греческое до 1923 года. На месте и близ села находился античный и средневековый город Ганос (др.-греч. Γάνος), давший название горам.
В византийский период гора Ганос была важным центром монашества. В X—XI веках на Ганосе было несколько монастырей, которые, подобно монастырям Афона, были объединены под управлением прота (греч. πρώτος). Протом на рубеже XI—XII вв. был богослов Иоанн Фурн. В 1030 году по приказу императора Романа III Аргира сюда отправлен в ссылку яковитский патриарх Антиохии Иоанн VIII бар Абдун. В 1064—1067 годах здесь находился в ссылке митрополит Мелитины Игнатий. В 1199 году монастыри пострадали от войны с болгарским царём Калояном, в 1203 году — от крестоносцев. В XIII веке монашеский центр пришёл в упадок. На горе поселился будущий патриарх Константинопольский Афанасий I, где постепенно вокруг него собралась братия. В 1287 году на Ганос отправился Максим Кавсокаливит, который провел здесь ряд лет. В начале XIV века Ганос разграбили наёмники Каталонской компании Востока. В XVII веке Ганос пережил период некоторого расцвета, были основаны новые монастыри. В 1923—1924 годах при греко-турецком обмене населением монашеский центр, насчитывавший 5 монастырей, прекратил существование.